# Municipio de Harrison (Nueva Jersey)
El municipio de Harrison (en inglés: Harrison Township) es un municipio ubicado en el condado de Gloucester en el estado estadounidense de Nueva Jersey. En el año 2010 tenía una población de 12.417 habitantes y una densidad poblacional de 249,84 personas por km².

## Geografía
El municipio de Harrison se encuentra ubicado en las coordenadas 39°43′48″N 75°12′26″O / 39.73000, -75.20722.

## Demografía
Según la Oficina del Censo en 2000 los ingresos medios por hogar en el municipio eran de $77,143 y los ingresos medios por familia eran $84,379. Los hombres tenían unos ingresos medios de $61,770 frente a los $39,583 para las mujeres. La renta per cápita para la localidad era de $28,645. Alrededor del 3.2% de la población estaba por debajo del umbral de pobreza.